# مرعة سوداء
مرعة سوداء (الاسم العلمي: Laterallus jamaicensis) هو نوع من فصيلة مرعة.